# 鷹村守
鷹村 守（たかむら まもる）は、森川ジョージの漫画作品および、それを原作とするアニメ『はじめの一歩』に登場する架空の人物。アニメ版での声優は小山力也、ドラマCD版では梁田清之。

## 概要
鴨川ボクシングジム所属のプロボクサー。生年月日は1969年7月7日。身長185cm。体重72.5kg。血液型はO型。一人称は「オレ様」または「オレ」。現WBC世界スーパーミドル級チャンピオン。元WBC・WBA ミドル級統一チャンピオン。WBCジュニアミドル級も制し（1度防衛後、ミドル級王座挑戦のため返上）2冠制覇を達成、戦績28戦28勝28KOの無敗記録を更新中。世界3階級制覇王者。6階級制覇を目標としている。
主人公・幕之内一歩をボクシングの世界に引き込んだ人物であり、狂言回しの役割を与えられている副主人公的キャラクターでもある。森川はパウンド・フォー・パウンドでは鷹村が作中最強ボクサーであると語っている。ただし、後述の試合におけるコンディションとモチベーションの激しさから、作中でパウンド・フォー・パウンドに選ばれているのはリカルド・マルチネスになっている。トサカのように前髪を上げたリーゼントがトレードマーク。野生の熊と戦った際に、胸に三本の傷が付いた。年齢は初登場時19歳。

### 生活環境
建設企業「鷹村開発」社長の次男として生誕。上に長男は卓（すぐる）、長女は京香（きょうか）がおり、下に三男の渡（わたる）がいる。大企業の御曹司であったが、人並み外れた身長・体力・腕力と好戦的な性格ゆえ幼少期から喧嘩ばかりで、父の奔走がなければ少年院行きも免れなかった事件もあったという。兄の卓は大学のラグビー部でスタンドオフとなり、プロ入りを期待されていた。卓のチームが負け「卓のせいだ」と心無い観客から野次が飛び、野次を飛ばした者を含め約20名を守が殴り倒す事件を起こし、守は実家を追放された。15歳未満だったが働いて中学を卒業する。
その後、アパートに一人暮らしをしながら高校に通い、路上喧嘩が当たり前の生活を送っていたが、鴨川源二と出会い、鴨川ボクシングジムの元で練習をはじめ、ライセンスを獲得。プロボクサーとなり高3の時にボクシングに専念するため退学。アパートの部屋は散らかっており、大量のごみやアダルト雑誌などが散見される。押し入れにはボクシングの試合のビデオが大量に収められており、一歩もたまに利用させて貰っている。
世界王者になった後も転居した様子はない。話題性に富んだ人柄で、試合の集客率も非常に高く、二階級制覇の頃からテレビ番組・CM・雑誌出演なども多くなり、高額のファイトマネーやギャランティーを貰っているはずなのだが、その金の使い道は不明。唯一ファイトマネーを全部使って作ったとされているのが、ブライアン・ホーク戦前に注文した世界王者奪取記念の銅像である（後述）。世界チャンプとなってからは試合後に一人旅に出るのを趣味にしている。

### 対人関係
「理不尽大王」と称される無類のイタズラ好きで、悪知恵に関しては頭の回転が早い。ガキ大将がそのまま大きくなったような人物で、青木を筆頭に鴨川ジムやその関係者が受けた被害の数々は枚挙に暇が無く、たとえ反抗されても力ずくで押さえ込んでしまう。デリカシーは無く、他人のコンプレックスも平気で笑いのネタにし、たまに周囲に配慮した言動をしたりやり過ぎを反省しても普段の行いの悪さから裏目にでてしまう（ただし家族には、その態度をとらず、対立関係にあった卓にも軽い小言で済ませたぐらいである）。下ネタが大好きで、無茶苦茶な女遊びをしており写真週刊誌に報じられたことも。しかし、ボクシング仲間が逆境に置かれている時には救いの手を差し伸べたりするなど基本的には後輩想いである。
鴨川には普段は「会長（じじい）」と呼んで軽口を叩いたり、悪ふざけの末に鴨川に怒鳴りつけられてばかりいるが、ボクシングに出会わせてくれたことに大恩を感じており、自らをより洗練し鍛え上げた彼には大きく信頼を寄せている。それゆえに試合の度に壮絶な減量を強いられるがやり抜き、減量中に苛立つことはあっても鴨川や仲間には愚痴や弱音を言わない。現役時代の鴨川が世界タイトルに手が届かなかったことを知っており、獲ったばかりの世界ベルトをすぐに渡してしまう。傷害事件の末に警察に没収されてしまった鴨川の杖の代わりを誰にも言わずにこっそり購入してきたり、心の中では高齢で先が長くない鴨川を何かと気遣っている。行く行くは6階級制覇して6つのチャンピオンベルトを鴨川にプレゼントしたいと考えているようである。鴨川もそんな鷹村を本人のいない所では「孝行息子」と発言したり、鷹村と一歩のおかげでジム入門者が増えたこともあり、ある程度の暴走には目を瞑って好きなようにさせている。
一歩・青木・木村がボクシングを始めたきっかけが鷹村との出会いであり、彼らがボクシングをする上で大きな原動力となっているのが鷹村への憧れである。毎回の如く青木たちに理不尽な要求を突きつけても好かれ続けるのは実績もさることながら、無類の強さと時折のぞかせる男らしい気遣いや優しさゆえである。特に一歩に対しては理解があり、一歩をボクサーとしか見なさず彼を利用したい人間（特に宮田）に対しては関わらないように忠告することも。
傲岸不遜を地でいく性格で誰に対しても対等な物言いと態度を取るが、ダジャレの師匠と仰ぐ板垣の父に対してだけは唯一敬語を使い、挨拶にまで伺うほど心酔している。
昔馴染みであり、一歩とのスパーリング後に鴨川ジムを離れた宮田一郎のことは今でも気にかけている（ただし宮田の方が先に鴨川ジムに入門していたため、先輩である）。純粋に一歩と宮田の決着を誰よりも心待ちにしていた一人でもあり、高いレベルでの勝負を見たいという己の願望から、本来敵方である宮田のカウンターを「質が軽い」とあえて指摘して的確なアドバイスを施した。宮田もまた鷹村の眼の異常を疑い一歩を動かしてまで心配するあたり、兄弟弟子として心の奥では深く繋がっている。
兄の卓とは同じような性格からしばしば衝突しており、卓は守に対して「存在自体が迷惑だった」などと言っているが、一方で互いに認め合った関係でもあり、卓は弟のボクサー引退後の生活のことを考え、密かに子会社のポストを用意していた。しかし守が世界チャンピオンになってからは、彼の生きる場所がボクシングであることを悟り、以前の考えを捨てて見守るようになった。京香と渡は実家から離れて暮らす守のことを心配しつつ熱心に応援している。父親は守の世界戦が決まった時笑いながら話していたらしい。
シスコンであり、年上の美人が好き。山口のことは当初は単なるセフレとしか見ておらず、彼女に張り倒されることも少なくなかったが、紆余曲折を経てキース戦では彼女にキスされた。

## ボクサーとしてのステータス
身長185cm。リーチは189cm。本来のスタイルは身体能力・格闘センスに任せガードを下げたインファイトが主体であり、鴨川源二が街で喧嘩をしていた学生時代の鷹村に初めて出会った時点で、既に日本チャンピオンクラスの実力の持ち主だったと言われるほどの天性の強打と無類のタフネスを持つ。鴨川は鷹村と出会った頃を思い出して「磨く必要のない原石」と称している。それに加え、鴨川にアウトボクシングを叩き込まれボクサーファイターとなり、ミゲル・ゼールは鷹村を野性と科学の融合であるボクサーの理想像と称していた。
デビュー戦で当たったインターハイ優勝選手に1分以下で勝ち、全日本新人王も順調に掴む。日本タイトルマッチまでダウン経験がなく、全勝でオールKO勝ち。
本来はヘビー級の体格であるが、日本では同級が設置されていない（本作の時間軸時点において）ためにミドル級を主戦場とし、試合の度に平常時の90kg近い体重からミドル級〜ジュニアミドル級まで約20kgの壮絶な減量を強いられる（作中では何度か減量は達成するも、コンディション不良に陥ったことがあり、モーリス・ウェスト戦ではあわや敗北寸前まで追い詰められている）。特にホーク戦の際は計量2週間前からほぼ完全に絶食・断水してひたすらロードワークを行い、12月の寒さの中でなけなしの汗を絞った。日本における重量級の選手数の問題もあり、多くの対戦相手が逃げ出してしまい、試合が決まらないこともしばしば。世界を舞台にしてからは鴨川ジムの資金力の無さから本来の階級で闘えないなど満足に試合を組めないことも多いが、本人は減量について鴨川に文句を言うことはない。この時期にはスパーリングで日本ランカー3人を同時に相手しながら軽い一撃を受けただけで圧倒的なKO勝ちを収めるなどもはや人間のレベルを踏み越えていると評される。
決まったサンデーパンチは無いが、鴨川の指導で急所に力の集中した的確なパンチを放つ。ミドル級でありながらフェザー級の宮田一郎についていけないと言わしめるほどの素早さを持ち、ランニングでは一歩ですらついていくのがやっと。スタミナも常人の比ではなく、炎天下での練習などは付き添いのトレーナーの方が先に音を上げるほどである。
普段イタズラばかりに使っている悪知恵は、ボクシングの試合では相手を的確にやり込め勝負所を見極める駆け引きに役立っている。試合観戦中のコメントではボクシングに関する含蓄の深さを見せ、時には鴨川でさえ気付けていない点まで指摘するほど。他選手の試合を観戦する際に意外な展開に目を剥くことはあっても、選手の強さそのものに驚愕することは稀で、汗一つ流さず冷静に周囲への解説をしている（唯一の例外は自身がJrミドル級世界王者になる前の、伊達英二VSリカルド・マルチネス戦でのリカルドの強さを目の当たりにしてのもの）。
12Rフルで試合した日の夜に「バー・メイウェザー」内で、階級こそ違えど現役ボクサー3人（千堂武士、間柴了、冴木卓麻）と、元ボクサー2人（伊達英二、沖田佳吾）の計5人を相手に大乱闘をやらかし、全員を傷だらけにして立ち去るという強さを見せた。
ブライアン・ホークとの死闘以来、網膜剥離の疑いを持たれている。行動の不審さから宮田が右眼の異常を危惧するが、本人は否定している。後のデビッド・イーグル戦において左眼が塞がった状態でも戦えていたことから疑惑は解消、引退の心配もなかった。だが医師の診察を受けたわけではなく、そもそもイーグル戦では負傷で両眼が見えなくなった状態での勝利のため、真偽は現在のところ不明である。

### 熊との1対1
信州の山中での合宿中、鷹村は熊に襲われ、胸に傷を負いながらもボクシングで倒した。殺そうとするが殴り倒した熊にすり寄る仔熊を見て「親が必要だ」として立ち去ったが、事情を知らない猫田が熊を銃で撃って熊鍋にしてしまった。熊が死んだことを知った鷹村は人目を憚らず涙し、せめてもの供養のためにと熊鍋を一番に食べた。

### パフォーマンス
「ボクシングだけには嘘はつきたくない」との信念から、試合や練習には極めて真摯に取り組んでおり、ボクシングこそが自分の生きる唯一の世界であると感じている。その一方で入場コスチュームやパフォーマンスなどはひたすら派手にしたがり、試合中は意味のない所にこだわって無駄な苦戦をすることも多い。入場曲は『ウルトラセブン』のテーマ。熊をKOした直後の試合では熊の毛皮を被って入場した。唐突過ぎて観客には作り話に思われるも、毛皮を脱いだ際に胸に刻まれたクマの爪痕を見て観客や対戦相手は最終的に本当の話だとわかったようである。この時は右を封印して左のみで戦い、対戦相手を1RKO。「左を制するものは世界を征す」の格言を実行し、世界戦へのアピールを行った。
世界戦で使用した鷹の頭と羽根を模したフードつきガウンは好評であったが、カブト虫の着ぐるみを着た際には、リングインの際にツノがロープに引っ掛かって取れてしまい、「ゴキブリ」と評された。
対戦相手との力量があまりに違うとやりたい放題であり、試合に勝っても観客からブーイングと共に物を投げられることもしばしば。試合中にもかかわらず「自分が引っ掛りそうになったから」と青木の“よそ見”を何の予備動作をせずに使ったり、大振りのアッパーを連携もなく連発したり、端から見れば単なるお遊びとも思えるハチャメチャな試合運びをすることも多い。セコンドとして一緒に恥をかいてしまう鴨川も「実力はともかく人格的に王者には程遠い」「性根が腐っている」と嘆いている。ブライアン・ホーク戦は試合前の挑発的な言動を繰り返していたホークに立ち向かう日本代表として期待を背負った試合だったが、勝利後にホークと大して変わらないレベルの下品な発言をしたために台無しにしてしまった。ロナルド・ダック戦やピーター・ラビットソンには、派手なKOを狙い過ぎ判定負け寸前まで追い詰められている。最近では暴言やふざけたパフォーマンスのせいか観客から物を投げられることや宮田らに呆れられ非難されることも多い。

## 技
フェイント
パフォーマンスを意識した物は効果0だが、喧嘩に明け暮れ研ぎ澄まされた本能で本物のパンチと錯覚するフェイントを放つことが出来る。後者は合宿などで使用。
ジャブ
鴨川が最初に教えたパンチ。基本通りこれで相手を牽制し、ワンツーにつなぐ。練習を重ねに重ね驚異的な速度と完成度を誇り、国内の選手はこれのみで完封可能。
スピード地獄
最大速度のフットワークで相手を翻弄する。名前は本人の命名。ブライアン・ホーク戦で使用するも、やり返されてしまった。
零距離ボディブロー
身体の捻りと適切な体重移動により、その場からほぼ動かず対戦相手の意識の外から来るボディブロー。デビッド・イーグル戦で使用。一歩は主に首相撲からやクリンチに来た相手に打つが、鷹村はダウンを装って相手の体にもたれかかってから打つなど、したたかな使い方をする。
これ以外にも、作中で千堂とのスパーの際、「クリス・クロス」等のカウンター技を披露しているシーンがあり、ボクシングの基本的・応用的なテクニックは全て習得していると言っても過言ではない。

### パフォーマンス的・使用が少数のもの
カウンター
敵のカウンターにカウンターを打つことも出来る。野生の熊に襲われた際、右のカウンターで熊をダウンさせ「熊殺しパンチ」と命名した。
よそ見
青木のよそ見をアレンジした物で体ごと横を向く。ラリー・ベルナルド戦で使用されたがクリーンヒットされるなど効果はなく、試合には勝利したが記者会見でパンチを1発ももらわないという公約を破った事もあり観客から罵声を浴びる、鴨川から説教されるなど散々な目に遭い、腹いせに青木に八つ当たりをしている。ゲームでは「鷹村よそ見」と命名されている。
ビートルズパンチ /　ビートルズアッパー
オスのカブトムシの大きな角をイメージした大振りの左アッパー。リッキー・マウス戦で使用したが全く当たらなかった。サンデーパンチが欲しくて野生動物の王（＝カブトムシ）を見て編み出し、試作段階では相手の股に手を入れてひっくり返す反則技だった。
小さい角
ビートルズアッパーの隙をついて踏み込んできた相手の顔面に打つ右。リッキー・マウス戦で偶然決まってマウスをKOし、「狙い通り」と豪語した。

## 対戦成績
西暦が不明であるため、便宜上、一歩の鴨川ジム入門後の経過年数と本人の年齢を表記する。
- 国内レコード　24戦24勝（24KO）

※7回以前の不明分に、少なくとも東日本新人王の1回戦と決勝、全日本新人王決定戦（1R KO）が含まれる。
TVアニメ版第32話の「右を打て！」にて青木が鷹村の自己最短試合について話したことにより、4戦目が1R15秒KOだと判明。
| 戦           | 日付                         | 勝敗 | 時間      | 内容 | 対戦相手               | 国籍           | 備考                                                          |
| ------------ | ---------------------------- | ---- | --------- | ---- | ---------------------- | -------------- | ------------------------------------------------------------- |
| 1            | 4年前（17歳）                | ☆    | 1R 0:25   | TKO  | 佐倉                   | 日本           | プロデビュー戦                                                |
| 2            | 不明                         | ☆    | 1R        | KO   | 不明                   | 日本           |                                                               |
| 3            | 不明                         | ☆    | 1R        | KO   | 不明                   | 日本           |                                                               |
| 4            | 不明                         | ☆    | 1R15秒    | KO   | 不明                   | 日本           |                                                               |
| 5            | 不明                         | ☆    | 1R        | KO   | 不明                   | 日本           |                                                               |
| 6            | 不明                         | ☆    | 1R        | KO   | 不明                   | 日本           |                                                               |
| 7            | 不明                         | ☆    | 1R        | KO   | 不明                   | 日本           |                                                               |
| 8            | 1年目（20歳）10月下旬        | ☆    | 1R        | KO   | 平野和彦（東邦）       | 日本           |                                                               |
| 9            | 2年目（21歳）8月x日          | ☆    | 1R 1:30   | KO   | 矢島吉秋（河合）       | 日本           | 日本ミドル級タイトル戦 王座獲得                               |
| 10           | 2年目（21歳）4月20日         | ☆    | 3R        | KO   | ボンチャイ・チュワタナ | タイ           | ノンタイトル戦                                                |
| 11           | 不明                         | ☆    | 1R        | KO   | 不明                   | 日本           | 日本王座防衛1                                                 |
| 12           | 不明                         | ☆    | 1R        | KO   | 不明                   | 日本           | 日本王座防衛2                                                 |
| 13           | 3年目（22歳）1月             | ☆    | 2R        | KO   | 玉置厚（西川）         | 日本           | 日本王座防衛3                                                 |
| 14           | 199X年 4年目（23歳）8月30日  | ☆    | 1R        | KO   | 伊藤貴明（オサミ）     | 日本           | 日本王座防衛4                                                 |
| 15           | 不明                         | ☆    | 3R        | KO   | 不明                   | 不明           |                                                               |
| 16           | 199X年 5年目（24歳）10月14日 | ☆    | 6R        | KO   | モーリス・ウェスト     | フィリピン     | 世界前哨戦                                                    |
| 17           | 199X年 5年目（24歳）12月20日 | ☆    | 8R        | KO   | ブライアン・ホーク     | アメリカ合衆国 | WBC世界ジュニアミドル級タイトルマッチ 王座獲得                |
| 18           | 199X年 5年目（24歳）4月28日  | ☆    | 1R        | KO   | ラリー・ベルナルド     | アメリカ合衆国 | WBC防衛1                                                      |
| 19           | 199X年 6年目（25歳）8月27日  | ☆    | 8R        | KO   | デビッド・イーグル     | アメリカ合衆国 | WBC世界ミドル級タイトルマッチ 王座獲得                        |
| 20           | 199X年 6年目（25歳）2月頃    | ☆    | 1R 2:42   | KO   | リチャード・フォックス | アメリカ合衆国 | WBC防衛1                                                      |
| 21           | 199X年 7年目（26歳）9月12日  | ☆    | 1R        | KO   | リッキー・マウス       | アメリカ合衆国 | WBC防衛2                                                      |
| 22           | 199X年 7年目（26歳）4月15日  | ☆    | 10R       | KO   | ロナルド・ダック       | アメリカ合衆国 | WBC防衛3                                                      |
| 23           | 199X年 8年目（27歳）10月25日 | ☆    | 12R 2：00 | KO   | ピーター・ラビットソン | アメリカ合衆国 | WBC防衛4                                                      |
| 24           | 199X年 8年目（27歳）4月頃    | ☆    | 6R        | KO   | リチャード・バイソン   | アメリカ合衆国 | WBC・WBA統一世界ミドル級タイトルマッチ WBC防衛５・WBA王座獲得 |
| テンプレート |                              |      |           |      |                        |                |                                                               |

## 鷹村像
鷹村のWBC世界ジュニアミドル級王座奪取記念に鷹村が頼んだ本人そっくりの銅像。完成直後に青木が銅像を持ち運んださいに壊してしまい、青木は1体5万円もする小型版の銅像を路上売りで行商させられるハメになった（銅像は2体売れた）。ある意味鴨川ジムのシンボルとして屋上に置かれ、ジムの遠景が描かれるときしばしば登場している。鴨川はこの銅像が気に障るようで、一歩と宮田の試合が流れた際には像に怒っていた。また、青木組がヴォルグに鷹村像の掃除をやらせていたことに対して板垣が「よりにもよって鷹村像の掃除をやらせるとはどういうことだ！」と小突いたことから鷹村本人以外の面々はその像にあまりいい感情を持っていない模様である。
なお、作品の大型版とほぼ同デザインのものが実在しており、作者の経営するJBスポーツクラブのシンボルとして飾られている。

## 備考
- 外見などは「高村」という作者の友人がモデルとなっている。ただし鷹村ほど強烈な人物ではなかったとのこと[22]。豪放磊落な性格などは、実在するプロボクサーのロベルト・デュランがモデル[23]。
- アニメ一期の第76話『ボクサーの拳』は、原作での断片的な描写を基にした鷹村と鴨川の出会いからプロデビュー戦までを描いたオリジナルストーリーとなっている。
- 作者は当初、ミドル級は日本人には手の届かない一種の聖域であり天才の鷹村としてもあまりに非現実的ではないか、と考え、鷹村の世界挑戦は前例のあるジュニアミドル級のみにする予定だったが、竹原慎二がWBA世界ミドル級王者になったことをきっかけに自身の発想を少年漫画家としては夢が無かったと猛省し、鷹村に夢の6階級制覇への挑戦を続行させることを決意した[24]。
- キャラクター人気ランキングでは、連載200回記念で5位[25]、連載500回記念で3位[26]、連載700回記念で2位[27]。
- 歌が下手であり、カラオケでアリスの「チャンピオン」を歌った際、一歩を気絶させたことがある。